# Lasne
Lasne (in vallone Lane) è un comune francofono belga situato nella provincia vallona del Brabante Vallone.
Lasne ha circa 14.000 abitanti in una superficie di 4.700 ettari. Prende il nome dal fiume Lasne e dalla valle omonima.
Il comune e le sue vicinanze furono il luogo della battaglia di Waterloo, che vide la sconfitta di Napoleone Bonaparte contro i suoi nemici prussiani e inglesi. In questo comune ha infatti luogo il celeberrimo campo di battaglia di Waterloo.
Nel 2021, il comune di Lasne era l'ottavo comune più ricco del Belgio, dopo Sint-Martens-Latem, e il primo della Vallonia con un reddito medio di 26.876 EUR. Un residente di questo comune ha un reddito del 40,7% superiore alla media nazionale.